# Region Vardar
Die Region Vardar (mazedonisch Вардарски регион Vardarski region, albanisch Rajoni i Vardarit) ist eine der acht statistischen Regionen der Republik Nordmazedonien.
Sie umfasst sieben Opštini, welche die lokalen Selbstverwaltungseinheiten bilden. Die Region liegt im Zentrum des Landes und grenzt im Süden an Griechenland. Nachbarregionen sind Pelagonien, Südwesten, Skopje, Osten und Südosten (im Uhrzeigersinn von Südwesten drehend). Die Region ist nach dem Fluss Vardar benannt.

## Gliederung
Die Region Vardar wird aus folgenden sieben Opštini gebildet:
1. Čaška
2. Demir Kapija
3. Gradsko
4. Kavadarci
5. Negotino
6. Rosoman
7. Veles

## Bevölkerung

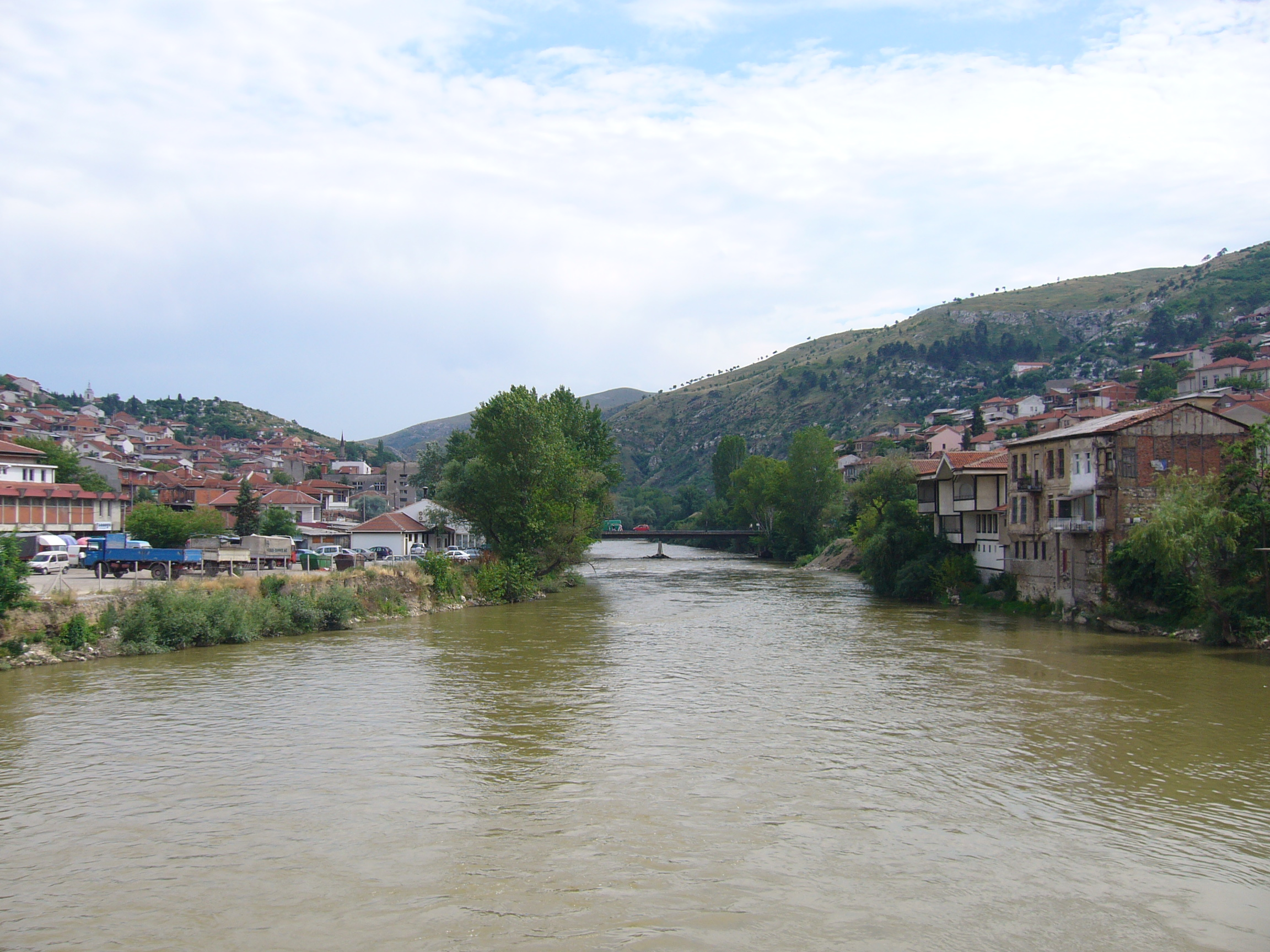
Der Vardar, hier bei Veles, durchfließt ganz Mazedonien von Nordwesten nach Südosten und mündet in Griechenland in die Ägäis.

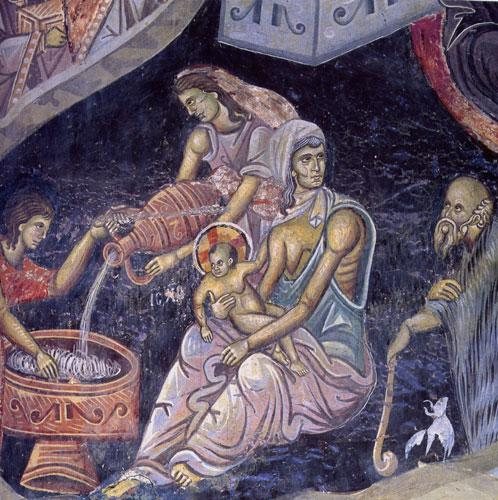
Fresko einer Kirche nahe Kavadarci

### Einwohnerzahl
| Jahr | Einwohner | Veränderung |
| ---- | --------- | ----------- |
| 1994 | 130.793   | -           |
| 2002 | 133.248   | +2,95 %     |

### Größte Orte
| Rang | Stadt        | Einwohner |
| ---- | ------------ | --------- |
| 1    | Veles        | 43.716    |
| 2    | Kavadarci    | 29.188    |
| 3    | Sveti Nikole | 13.746    |
| 4    | Negotino     | 13.284    |
| 5    | Demir Kapija | 3.275     |
| 5    | Čaška        | 1.471     |

### Ethnische Struktur
Die größte Ethnie stellen mit über 85 Prozent die Mazedonier dar, gefolgt von den Albanern und den Türken.